# توم دايس
توم دايس (مواليد 25 نوفمبر 1989) هو مغني بلجيكي، مثل بلجيكا في مسابقة الأغنية الأوروبية 2010 وحصل على المركز السادس.

## روابط خارجية
- توم دايس على موقع IMDb (الإنجليزية)
- توم دايس على موقع ميوزك برينز (الإنجليزية)
- توم دايس على موقع أول ميوزيك (الإنجليزية)
- توم دايس على موقع ديسكوغز (الإنجليزية)
- توم دايس على موقع قاعدة بيانات الفيلم (الإنجليزية)